# Parque Nacional Cumbres de Majalca
Parque Nacional Cumbres de Majalca är en nationalpark i Mexiko.   Den ligger i delstaten Chihuahua, i den nordvästra delen av landet, 1 300 km nordväst om huvudstaden Mexico City. Parque Nacional Cumbres de Majalca ligger 2 179 meter över havet.